# Gouvernement Klein-Rusland
Het gouvernement Klein-Rusland of gouvernement Maloroessija (Russisch: Малороссійская губернія, Malorossijskaja goebernija) was een gouvernement (goebernija) van het keizerrijk Rusland. Het bestond van 1764 tot 1802. Het gouvernement ontstond uit het gouvernement Kiev, gouvernement Novgorod-Severski en het gouvernement Tsjernigov. Het ging op in het gouvernement Tsjernigov en het gouvernement Poltava. De hoofdstad was Tsjernigov.
Het gouvernement ontstond in 1764 uit Linkeroever-Oekraïne. Van 1773 was de hoofdstad Hloechiv. In 1773 werd de hoofdstad verplaatst naar Kozele en in 1775 naar Kiev. In 1775 werd het gebied verdeeld tussen het Kozakken Hetmanaat en de onderkoninkrijken Kiev en Tsjernigov.
In 1796 werd het gouvernement Klein-Rusland opnieuw opgericht uit de Poltava rond de stad Krementsjoek. Het oejazd Myrhorod werd overgedragen aan het gouvernement Jekaterinoslav. Het gouvernement ging in 1802 op in de gouvernementen Tsjernigov en Poltava.